# ویبرام
ویبرام (انگلیسی: Vibram) شرکت پوشاک ایتالیایی است، که در سال ۱۹۳۷ تأسیس شد.